# Serf Egyed
Serf Egyed (Eger, 1955. december 30. –) Aase-díjas magyar színművész.

## Élete és pályafutása
1970-1971 között az esztergomi Temesvári Pelbárt Ferences Gimnáziumban, 1971-1972 között a budapesti Móricz Zsigmond Gimnáziumban, 1972-1974 között pedig a budapesti Kaffka Margit Gimnáziumban tanult. 1976-ban segédszínészként került a kaposvári Csiky Gergely Színházhoz, amelynek azóta is tagja. 1981-ben színészi státust kapott. 1987-1990 között egy számítógép programozói képesítést is szerzett.

## Fontosabb szerepei
- Voltaire (Weiss: Marat/Sade)
- Lotharingiai Károly herceg (Weöres S.: A kétfejű fenevad)
- Momentalnyikov (Majakovszkij: Gőzfürdő)

## Filmes és televíziós szerepei
- Sose halunk meg (1993)
- Kisváros (1996-2000) – Vasziliszakov
- Akik maradtak (2019) – Bokor József
- Felkészülés meghatározatlan ideig tartó együttlétre (2020) – Hermann úr

## Díjai és kitüntetései
- Aase-díj (2017)[4][5]